# Janusz Reykowski
Janusz Reykowski (ur. 29 listopada 1929 w Warszawie) – psycholog, profesor nauk humanistycznych, działacz społeczno-polityczny.

## Życiorys
Jest absolwentem V LO im. Ks. Józefa Poniatowskiego w Warszawie.
Od początku kariery naukowej był związany z Wydziałem Psychologii Uniwersytetu Warszawskiego. W 1954 uzyskał tam tytuł magistra, w  1959 doktora, w 1965 habilitował się. W 1972 został profesorem nadzwyczajnym, a w 1979 profesorem zwyczajnym. Pracował na Uniwersytecie Warszawskim do 1980, kiedy to utworzył Instytut Psychologii PAN.
Od 1965 do 1967 pracował jako konsultant w Wojskowym Instytucie Medycyny Lotniczej. Od 1967 do 1968 pełnił funkcję kierownika Ośrodka Badań Społecznych Wojskowej Akademii Politycznej im. Feliksa Dzierżyńskiego W 1996 był współzałożycielem Szkoły Wyższej Psychologii Społecznej. Został też przewodniczącym Rady Programowej SWPS. Od 1984 jest członkiem honorowym Polskiego Towarzystwa Psychologicznego, a od 1991 członkiem Academia Europea. Pracował także głównie jako konsultant w licznych zagranicznych instytucjach naukowych.
Od 1949 do rozwiązania w 1990 należał do Polskiej Zjednoczonej Partii Robotniczej. Od grudnia 1988 do stycznia 1990 członek Biura Politycznego KC PZPR. Z ramienia tej partii przewodniczył zespołowi ds. reform politycznych Okrągłego Stołu. Od 1982 był członkiem Rady Naukowej Instytutu Podstawowych Problemów Marksizmu-Leninizmu. Od 1989 do 1990 był przewodniczącym Komisji Analiz i Prognoz Społeczno-Politycznych KC PZPR. Od 1983 do 1989 wchodził w skład rady krajowej PRON. Członek Prezydium Tymczasowej Rady Krajowej PRON w 1982 roku.
W 2004 został członkiem Konwentu Programowego Sojuszu Lewicy Demokratycznej.

## Nagrody i odznaczenia
- Morton Deutsch Award for Social Justice (2008)
- Nevitt Sanford Award for International Society of Political Psychology (2000)
- Krzyż Kawalerski Orderu Odrodzenia Polski
- Brązowy medal „Za zasługi dla obronności kraju”
- Medal Komisji Edukacji Narodowej

## Wybrane publikacje
- Eksperymentalna psychologia emocji, Warszawa, Książka i Wiedza, 1968.
- Motywacja, postawy prospołeczne a osobowość, Warszawa, Państwowe Wydawnictwo Naukowe, 1979.
- Development and Maintenance of Prosocial Behavior, Plenum Press NY 1984 (współautorzy: E.Staub, D.Bar-Tal, J.Karylowski).
- Social and Moral Values, Hillsdale, N.J.: Erlbaum. 1989. (współautorzy: N.Eisenberg, E.Staub).
- Postawy i wartości Polaków a zmiany systemowe, Warszawa, Wydawnictwo Instytutu Psychologii PAN, Warszawa 1993
- Potoczne wyobrażenia o demokracji. Psychologiczne uwarunkowania i konsekwencje, Warszawa: Wyd. IP 1995
- Intrinsic Motivation and Intrinsic Inhibition of Aggressive Behavior, [w:]: Feshbach S., Frączek A. (Eds.), Aggression and Behavior Change, NY Praeger Publishers 1979.
- Social Motivation, „Annual Review of Psychology”, 1982, 33, 123–154.
- Developmental patterns of prosocial motivation: A cross-national study. (with R.Silbereisen et al.), „Journal of Cross-Cultural Psychology” Vol. 20, 3, 1989.
- Collectivism, individualism and interpretation of social change: Limitations of a simple model, „Polish Psychological Bulletin”, 24, 2, 89–109. 1993. (współautor: Z. Smoleńska)
- Patriotism and collective system of meanings [in:] D. BarTal and E. Staub (Eds) Patriotism in a global age, Chicago: Nelson-Hall. (1997)
- Justice motive and altruistic helping – Rescuers of Jews in Nazi occupied Europe [w:] Ross, M. & Miller, D.T. (Eds): The justice motive in everyday life, New York: Cambridge University Press 2001.